# Morsberg (Odenwald)
Der Morsberg ist ein 516,7 m ü. NHN hoher bewaldeter Berg in der Gemarkung Kirch-Beerfurth der Gemeinde Reichelsheim im Odenwaldkreis im hessischen Odenwald.
Der Morsberg ist ein alles überragender nordwestlicher Eckpfeiler des Sandstein-Odenwalds an der Grenze zum Vorderen Odenwald. Er gehört mit den westlich von ihm liegenden Bergmassiven der Neunkircher Höhe und des Melibokus zu den nördlichsten Odenwaldgipfeln, die zu einer Höhe von mehr als 500 Meter aufsteigen. Sein West- und sein Nordhang fallen über eine rund 100 Meter hohe Geländestufe steil ab, bis das kristalline Grundgebirge des Trommgranits im Westen und des Böllsteiner Odenwalds im Norden zutage tritt. Durch seine dichte Bewaldung ist er kein Aussichtsberg. Gleichwohl beherrscht er eindrucksvoll den Talschluss der Gersprenzniederung bei einem Blick von Norden her.
Gut 1 Kilometer nordwestlich der Gipfelhöhe findet sich auf einem Bergsporn des 404 m hohen Burgbergs die Ruine des Beerfurther Schlösschens. Entlang der Nordflanke steigt die als Nibelungenstraße bekannte Bundesstraße 47 kurvenreich nach Osten zur Spreng, dem Übergang ins Mümlingtal, an. Jenseits der Spreng liegt der 443,1 m hohe Heidelberg im Böllstein-Gebiet dem Morsberg gegenüber. Der Morsberg ist die höchste Erhebung der Naturräumlichen Untereinheit 144.65 Wegscheidekamm im Sandstein-Odenwald. Der Höhenzug Wegscheidekamm erstreckt sich von hier aus etwa 7 Kilometer nach Süden über das 501,7 m hohe Lärmfeuer in der Gemarkung Ober-Mossau bis vor Hiltersklingen im Streitbachtal. 
Der Südosthang des Morsbergs ist das Quellgebiet der Mossaubach. Diese legt über die Marbach und dann die Mümling 59,7 Kilometer bis zum Main zurück und damit 10 Kilometer mehr als das Quellwasser der Mümling selbst. Dem Flusssystem Gersprenz spendet der Morsberg auch eine Reihe kurzer Fließgewässer. Im Südwesten beginnend sind dies der Steinbach (2,6 km), der Bach an dem Margrund (1,0 km), der Bach von dem Vierstöck (2,3 km) und im Norden der etwas längere Kainsbach (6,1 km).
Die nächstgelegenen Ortschaften sind Kirch-Beerfurth im Nordwesten und Ober-Kainsbach im Norden. die jeweils rund 1,5 Kilometer entfernt liegen. Rohrbach im Südwesten und Ober-Mossau im Südosten sind mit 3 bzw. 4 Kilometer etwas weiter entfernt. 
Die Waldungen des Morsbergs sind durch eine Forststraße erschlossen, die an der Spreng von der B 47 abzweigt, die Gipfelregion umrundet und nördlich von Ober-Mossau zur Landesstraße L 3260 führt.